# Namco (jezero)
Namco nebo Tengri nur (tibetsky གནམ་མཚོ་, Wylie: gnam mtsho, čínsky pchin-jinem Nàmù Cuò, znaky 纳木错, mongolsky Tengri Nor - nebeské jezero) je bezodtoké slané jezero uprostřed Tibetské AO v Číně v nadmořské výšce 4 718 m. Má rozlohu přibližně 1920 km² a je protáhlé ze západu na východ v délce 80 km. Je to druhé největší jezero na Tibetské náhorní plošině po jezeru Kukunor na severu.

## Poloha
Jezero leží na Tibetské náhorní plošině na východě oblasti Čhangthang, asi 170 km severně od Lhasy. Na jih od jezera leží pohoří Ňänčhen Tanglha, které je součástí Transhimálaje.

## Ostrovy
Na jezeře je pět neobydlených ostrovů. Z toho ostrov Langdo měří na délku 2 km, má rozlohu 1,2 km2. V jihovýchodní části ostrova je poloostrov Taši, na kterém se nachází stejnojmenný klášter. Dnes se stali poloostrov i klášter turistickou atrakcí.

## Vodní režim
Obvod jezera je 318 km. V okolí jezera se nachází dalších více než 1000 malých jezer. Namco zamrzá od listopadu do května, led dosahuje tloušťky 2 m. Období dešťů trvá od června do října, průměrné roční srážky činí 410 mm. Od prosince do května trvá období sucha, kdy fouká velmi silný vítr.

## Využití

### Fauna
Jezero je bohaté na ryby. V okolí jezera jsou úrodné pastviny, po staletí zde v letních měsících žijí nomádi se stády jaků, ovcí a dalšího dobytka. Žijí zde i divocí zajíci, lišky, jak divoký, kormoráni, druhy hus a dalších ptáků.

### Náboženství
Pro Tibeťany je jezero posvátné. Po staletí se k jezeru přichází modlit poutníci. Donedávna někteří poutníci odešli během zimy na ostrovy, kde po dobu léta meditovali. Díky tání ledu v jarních měsících nemohli do podzima ostrov opustit. Tato forma poutě byla čínskými úřady zakázána.
Tibeťané věří, že nebeská jezera ochraňují stáda ovcí, proto každých 12 let, vždy v roce Ovce (2003, 2015) podle tibetského kalendáře, přichází k jezeru více tibetských poutníků, než v jiných letech.

### Turismus
Jezero leží pouze 170 km od Lhasy a proto se v posledních letech stal častým cílem turistů. Z hlavního města Tibetu sem jezdí pravidelné linky, většina turistů přijíždí soukromými autobusy. Turistická sezóna trvá od konce června do začátku září. Na poloostrově Taši byla postavena vyhlídka, parkoviště, ubytovna a přístav. Dnes na jezeře funguje i vodní doprava, množství lodí slouží převážně jako vyhlídkové pro turisty.